# Gibson Flying V
De Gibson Flying V is een populaire gitaar gebouwd door Gibson. Het eerste model werd gebouwd in 1958 en was in die tijd een zeer opmerkelijk model. Hij werd als een futuristische gitaar beschouwd en werd pas later, rond de jaren 60/70, echt populair.
De gitaar is ontworpen door Ted McCarty die ook moderne gitaren als de Gibson X-plorer en de Gibson Futura ontwierp.
In de jaren zestig begonnen gitaristen als Albert King, Lonnie Mack, Dave Davies en Jimi Hendrix de Flying V te gebruiken omdat ze een gitaar zochten met een krachtig geluid. Dit was voor Gibson een reden om weer met de productie van de Flying V te beginnen. Er werden ook speciale Flying V's gemaakt onder andere met een tremolo-arm en snaren die vanuit de achterzijde door de body naar de tune-o-matic brug worden gevoerd in plaats van een snaaraanhechting door middel van een stoptail-piece. Deze gitaar wordt nu gebouwd als de Flying V: V-Factor.

## Andere bouwers
De Flying V werd door veel gitaarfabrikanten nagebouwd, maar dan met andere onderdelen, zoals een andere kop of andere elementen. De populairste namaak-Flying V is die van Jackson; deze gitaar heeft een andere naam, namelijk Rhoads model. Deze lijkt erg op de Flying V, maar heeft één korte punt in de V en een headstock van Jackson. Jackson heeft ook nog een gitaar die meer gebaseerd is op de Flying V, de Jackson King V. De Jackson King V wordt onder anderen gebruikt door Dave Mustaine en Michael Schenker.
Ook merken als Cort, Antares en Ibanez hebben de Flying V nagebouwd, maar deze werden uit de handel genomen omdat ze te veel op de Flying V van Gibson leken.

## Gibson Flying V-Bass
De Gibson Flying V-Bass is een zeldzame basgitaar waarvan 375 exemplaren zijn geproduceerd. De meeste hiervan zijn zwart, de overige zijn transparant blauw, alpinewit en silverburst. 
Alleen Dean en Epiphone maken nog de Flying V-Bass; deze zijn niet zeldzaam.

## Gibson Reversed V
De Gibson Reversed V is eveneens een zeldzame gitaar. Er zijn slechts 400 exemplaren gemaakt, die nu al een verzamelobject zijn. Deze Gibson heeft wel een Tune-o-matic brug maar geen stoptail-piece; de snaren worden aan de achterkant van de body ingevoerd. Ook heeft deze gitaar geen tremolo.
Als gevolg van het succes heeft Gibson later besloten nog een re-issue te produceren in drie alternatieve kleuren zwart, wit en natural.

## Bekende Flying V-gitaristen
- Michael Amott (Arch Enemy)
- Abbath Doom Occulta (Immortal)
- Sam Bettens (K's Choice)
- Marc Bolan (T-Rex)
- Mick Box (Uriah Heep)
- Rivers Cuomo (Weezer)
- Dave Davies (The Kinks)
- K.K. Downing (Judas Priest)
- Jörg Fischer (Accept)
- Billy Gibbons (ZZ-Top)
- Eddie van Halen (Van Halen)
- Kirk Hammett (Metallica)
- Jimi Hendrix (Jimi Hendrix Experience)
- James Hetfield (Metallica)
- Wolf Hoffmann (Accept)
- Dave Keuning (The Killers)
- Albert King
- Lenny Kravitz
- Brian May (Queen)
- Mike McCready (Pearl Jam)
- Bob Mould (Hüsker Dü)
- Graham Oliver (Saxon)
- Joe Perry (Aerosmith)
- Andy Powell (Wishbone Ash)
- Randy Rhoads (Ozzy Osbourne)
- Mick Ralphs (Bad Company/Mott The Hoople)
- Keith Richards (The Rolling Stones)
- Richie Sambora (Bon Jovi)
- Michael Schenker (Scorpions/UFO/Michael Schenker Group)
- Rudolf Schenker (Scorpions)
- Paul Stanley (Kiss)
- Robert Westerholt (Within Temptation)
- Johnny Winter
- Hugh Laurie
- Zakk Wylde (Ozzy Osbourne/Black Label Society)
- Leslie West (Mountain)
- Alexi Laiho (Children Of Bodom)
- Kerry King (Slayer)
- Bart van Dalen (Only Seven Left)
- Bernard Allison
- Lonnie Mack
- Adam Jones (Tool)